# Izabela Francouzská (1312–1348)
Isabela Francouzská (francouzsky Isabelle de France, 1312 – 1348) byla princezna z dynastie Kapetovců.

## Život
Byla třetí dcerou francouzského krále Filipa a Johany, dcery Oty Burgundského. 18. května 1322 byla po šestiletém zansoubení provdána za svého vrstevníka Guiga, dauphina z Viennois. Roku 1333 byl Guigues zabit při obléhání hradu La Perrière a Izabela se o dva roky později znovu provdala za Jana z Faucigny. Znovu ovdověla roku 1345, manželství bylo bezdětné. Zemřela v dubnu 1348 na mor.